# 四条古墳群
四条古墳群（しじょうこふんぐん）は、奈良県橿原市四条町にある古墳群。
2019年（令和元年）時点で14基が確認されているが、いずれも後世に破壊され、地上に墳丘としては存在しない埋没古墳である。

## 概要
奈良盆地南部、畝傍山北東の四条町交差点付近に位置し、古墳時代中期前半から後期前半（5世紀前半から6世紀中頃）にかけて築造された古墳群である。一帯は藤原京の域内にあたり、7世紀末の藤原京造営に伴い、墳丘が削平されて周濠も埋め立てられたとされる。
1987年（昭和62年）の第1次発掘調査において初めて古墳が見つかり（1号墳）、その後大和高田バイパスの建設に伴う調査の必要もあって計31次の調査が行われた結果、2019年（令和元年）時点で14基の古墳が発見されている。墳丘削平のため古墳の埋葬施設は明らかでないが、周濠からは濠の埋め立てで水分を含んだことによって多くの木製品が良好な保存状態で見つかっている。特に1号墳では、造出付き方墳としての全容が明らかとなり、多数の埴輪・木製品が確認されている。調査では、古墳のほかに古墳時代の集落跡も発見され、それらは古墳と併せて「四条遺跡」と総称される。
古墳群付近には初代神武天皇陵（ミサンザイ）・第2代綏靖天皇陵（塚山）があり、これら初期天皇陵と古墳群との関連性も指摘される。

## 一覧
| 古墳名 | 形状                 | 規模         | 築造順 | 築造時期        | 備考                     |
| ------ | -------------------- | ------------ | ------ | --------------- | ------------------------ |
| 1号墳  | 造出付き方墳         | 墳丘長38m    | 4      | 中期末-後期初頭 | 多様な埴輪・木製品の出土 |
| 2号墳  | 帆立貝式古墳         | 墳丘長42m    | 3      | 中期後半        | 多様な埴輪・木製品の出土 |
| 3号墳  | 方墳                 | 一辺18m      | 5      | 後期前半        | 埴輪の出土               |
| 4号墳  | 円墳                 | 直径22.5m    | 1      | 中期前半        |                          |
| 5号墳  | 方墳                 | 一辺15-16m   | 4      | 中期末-後期初頭 | 木製品の出土             |
| 6号墳  | 円墳                 | 直径18m      | 5      | 後期前半        | 埴輪の出土               |
| 7号墳  | 円墳または前方後円墳 | 直径65m      | 2      | 中期後半        | 多様な埴輪・木製品の出土 |
| 8号墳  | 円墳                 | 直径13.5m    | 3      | 中期後半        |                          |
| 9号墳  | 円墳                 | 直径26m      | 4      | 中期末-後期初頭 | 埴輪・木製品の出土       |
| 10号墳 | 方墳                 | 一辺10.5-12m | 4      | 中期末-後期初頭 | 埴輪の出土               |
| 11号墳 |                      |              |        |                 |                          |
| 12号墳 | 方墳                 |              | 4      | 中期末-後期初頭 | 埴輪の出土               |
| 13号墳 |                      |              |        |                 |                          |
| 14号墳 | 造出付き円墳         | 直径25m      |        | 後期初頭        | 埴輪の出土               |

主墳は7号墳→2号墳→1号墳の順に営まれたと見られ、中期後半から中期末にかけてが古墳群の最盛期と見られる。

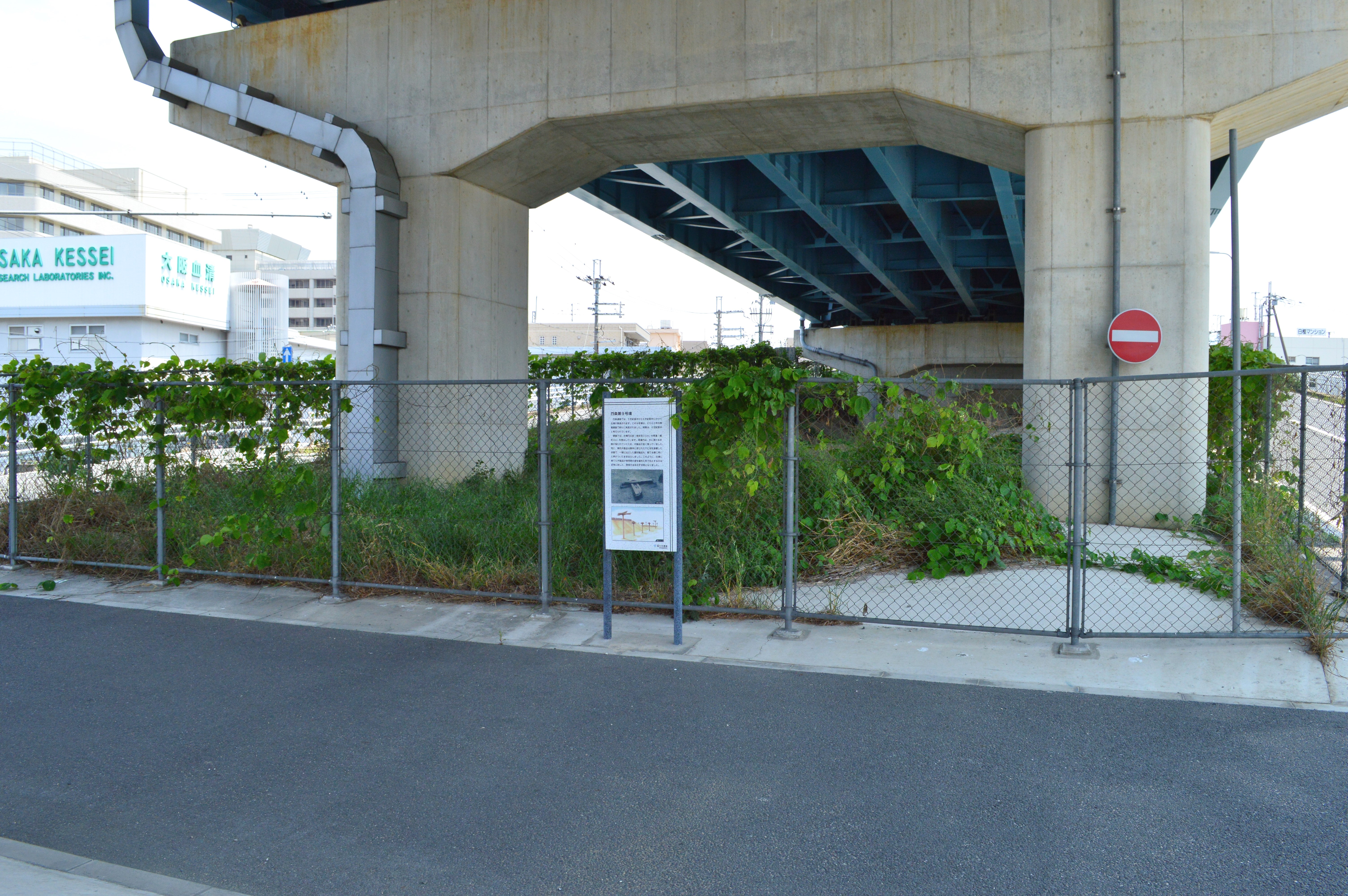
9号墳 説明板
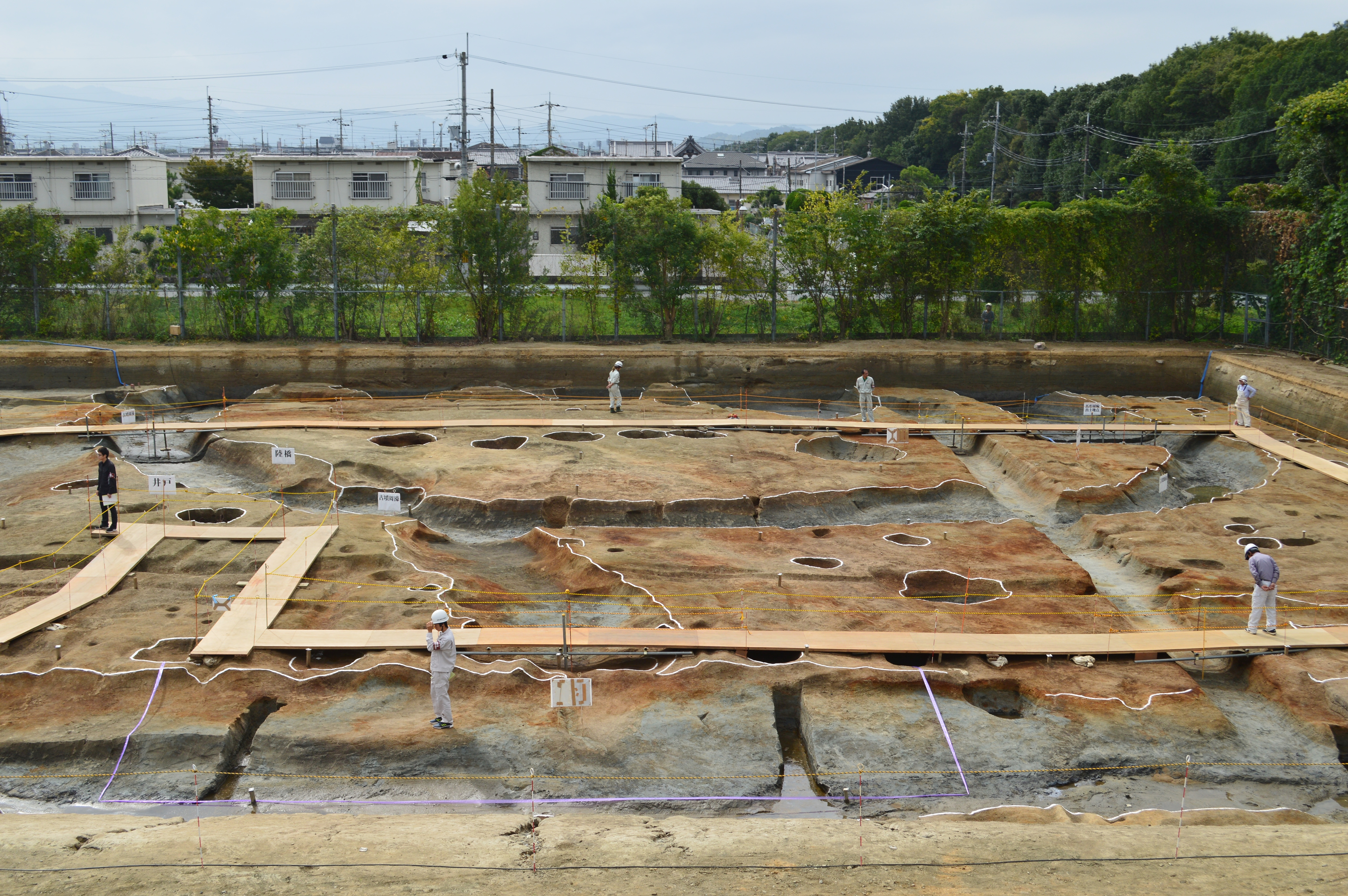
14号墳（2019年度発掘調査時）

## 四条1号墳

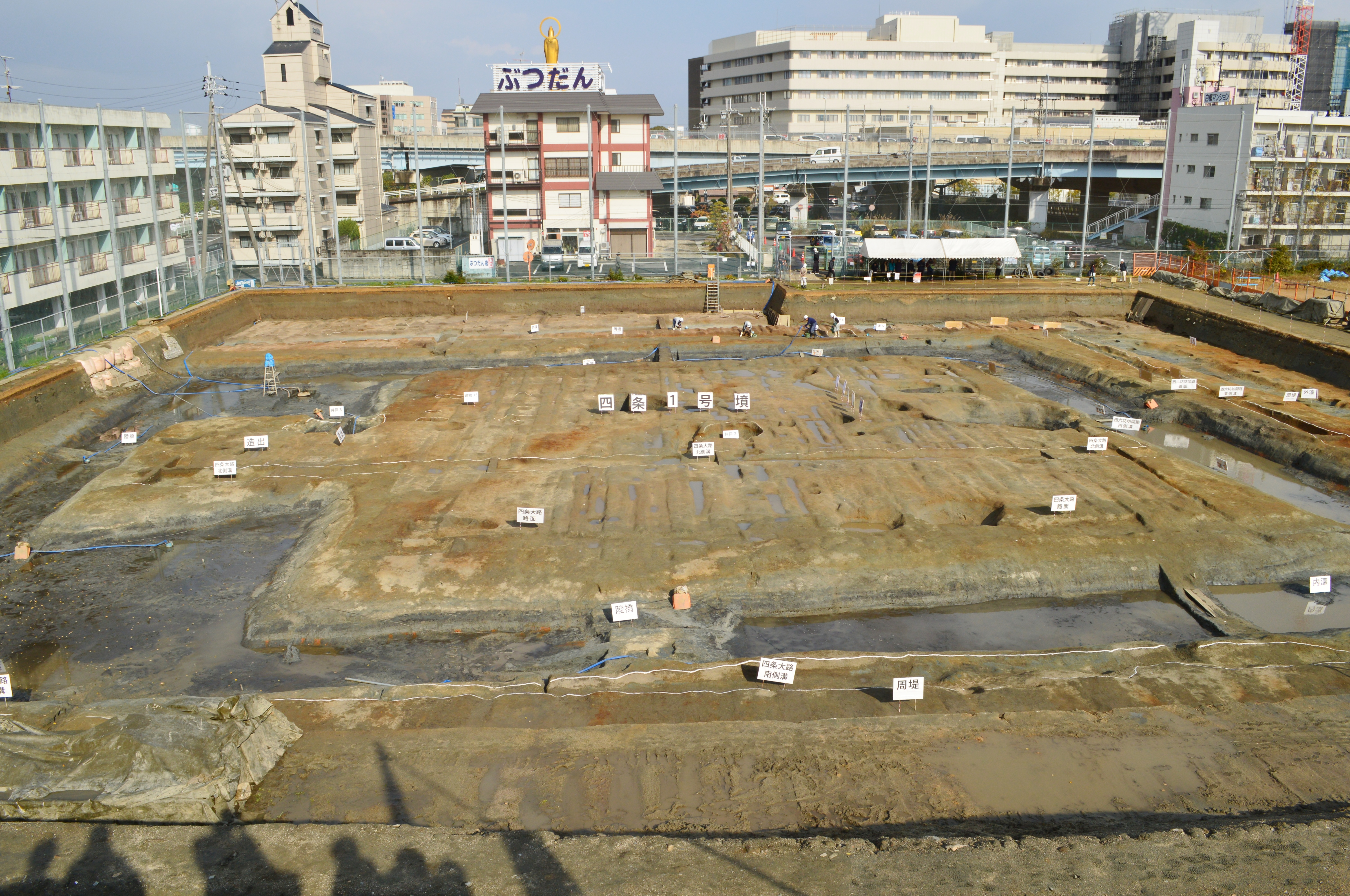
四条1号墳2017年度発掘調査時。

四条1号墳は、方墳。四条古墳群のうち初めて見つかった古墳で（北緯34度30分5.45秒 東経135度47分29.03秒 / 北緯34.5015139度 東経135.7913972度座標: 北緯34度30分5.45秒 東経135度47分29.03秒 / 北緯34.5015139度 東経135.7913972度）、1987年（昭和62年）以後に橿原考古学研究所などによる発掘調査が実施されている。
墳丘は藤原京造成時に破壊されて盛土が失われているが、元来は方形で、南北約32メートル・東西約40メートル（造出含む）を測る。墳丘西側には長さ9メートル・幅14メートルの台形の造出が付される。墳丘周囲には2重の周濠が巡らされ、周濠を含めた古墳全長は南北約60メートル・東西推定75メートルを測る。内濠は幅6メートル・深さ約0.8-1.2メートル、周堤（内濠・外濠間の堤）は幅約6メートルを測る。内濠からは多数の木製品及び埴輪が出土しており、特に木製品は木製埴輪も含んで良好な状態で大量に出土している。これらの木製品の多くは、埴輪とともに古墳の周囲を囲うために用いられたとされる。外濠幅は北辺で最大幅約6メートル・深さ0.5メートルを測るが、浅く不整形であるため、周堤築造の目的のための掘削と推測される。埋葬施設は削平のため明らかでない。
築造時期は古墳時代中期の5世紀末頃と推定される。

## 神武天皇陵・綏靖天皇陵との関係
四条古墳群に近接する天皇陵として、7号墳の南100メートルの地に第2代綏靖天皇陵に治定される丘陵「塚山」（北緯34度30分2.71秒 東経135度47分21.65秒 / 北緯34.5007528度 東経135.7893472度）が、そのさらに南南西約350メートルの地には初代神武天皇陵に治定される丘陵「ミサンザイ」（北緯34度29分51.04秒 東経135度47分16.67秒 / 北緯34.4975111度 東経135.7879639度）がある。ただし、現在の神武天皇陵・綏靖天皇陵は幕末の治定によるものであり、塚山を神武天皇陵に比定する説も古くから存在する。塚山・ミサンザイとも現在は天皇陵に治定されているため、考古学的詳細は明らかでない。塚山は直径約30メートルの墳丘を持つことから円墳であると見られ、その場合は四条古墳群の構成古墳の1つになる。またミサンザイも、埴輪・須恵器等が確認されたことから元々古墳であった可能性があり、四条古墳群の構成古墳であった可能性もある。
文献上では、『日本書紀』天武天皇元年（672年）7月23日条において、天武天皇が「神日本磐余彦天皇之陵」に馬や兵器を奉ったと見え、藤原京造営以前から神武天皇陵が存在したことが知られる。一般に神武天皇は始祖王として創造された人物とする説が有力的であるため、天武朝頃に始祖王陵を創造する必要が生じ、当地に元からあったミサンザイ（または塚山）が削平されずに転用されたと推測する説のほか、その始祖王陵創造と藤原京建設計画に関連性をみる説もある。
なお、現在の神武天皇陵の陵域に関して、元々は大窪寺（現在は廃寺）の寺域であったとする説もある。この説では、神武天皇陵の治定前にあった小丘が方形の土壇状であったということや、周辺の「塔垣内」の字名から、その小丘が本来は大窪寺の塔基壇の一部であった可能性が指摘される。また大窪寺自体を、神武天皇陵の陵寺や墓辺寺としての開基とする説もある。

## 関連施設
- 奈良県立橿原考古学研究所附属博物館（橿原市畝傍町） - 四条古墳群の出土品を保管・展示。